# Richard Davis
Richard Davis (Chicago, 1930. április 15. – Madison, 2023. szeptember 6.) amerikai nagybőgős.
Davis sokoldalú és innovatív nagybőgős volt. Ismert volt arról, hogy a basszust dallamjátszó hangszerként tudta használni. Játékát erős ritmikai precizitás és a harmónia mély megértése jellemezte. Ezenkívül Davis úttörő volt a nagybőgő használatában az avantgarde jazzben is. Fejlett játéktechnikával és szokatlan hangszínekkel kísérletezett, ami a bőgő hangzási lehetőségeinek kibővítéséhez vezetett.

## Pályafutása
Davis szülővárosában, a Vander Cook College of Musicban tanult. Az 1940-50-es években tanult meg magánbőgőzni. Több chicagói zenekarral dolgozott. Az 1950-es évek elején Ahmad Jamal, Sun Ra, Charlie Ventura és Don Shirley társaságában lépett fel. 1954-ben New Yorkba költözött, ahol több évig elkísérte Sarah Vaughant és Kenny Burrellt.
Az 1960-as években olyan klasszikus szimfonikus zenekarokkal dolgozott, amelyeket George Szell, Leopold Stokowski, Igor Stravinsky, Pierre Boulez, Gunther Schuller, vagy Leonard Bernstein vezényelt. Ebben az időszakban dzsesszpartnerei voltak Eric Dolphy, Booker Ervin, Andrew Hill, Ben Webster, Stan Getz, Earl Hines, Jaki Byard, Alan Dawson és Rahsaan Roland Kirk. Közreműködött Van Morrison dzsessz-karakterű „Astral Weeks” című albumán is.
Davis Michael Fleminggel, Lisle Atkinsonnal, Milton Hintonnal, Ron Carterrel és Sam Jonesszal 1968-tól tagja Bill Lee New York-i basszushegedűs kórusának. 1966-72-ben a Thad Jones/Mel Lewis Orchestra tagja volt.
Davis 1977 óta tanított a Wisconsin–Madison Egyetemen. Számos nemzetközi fesztiválon is fellépett. Tucatnyi albumot adott ki zenekarvezetőként.

## Albumok
- Heavy Sounds (1967) with Elvin Jones
- Muses for Richard Davis (1969)
- The Philosophy of the Spiritual (1971)
- Epistrophy & Now's the Time (1972)
- Dealin' (Muse, 1973)
- As One (Muse, 1976)
- Fancy Free (1977)
- Divine Gemini (1978) with Walt Dickerson
- Harvest (1979)
- Way Out West (1980)
- Tenderness (1977, [1985) with Walt Dickerson
- Persia My Dear (1987)
- Body and Soul (1989, 1991) with Archie Shepp
- The Bassist: Homage to Diversity (2001)

## Díjak
- Wisconsin Arts Governor's award, 2001
- NAACP Madison, Wi Branch W.E.B. DuBois Advocates Award (Education)
- International Society of Bassists Award for Board of Directors service
- International Society of Bassists/Young Bassists award
- Manfred E. Swarsensky Humanitarian Service Award (Rotary Club)
- Urban League (Whitney B. Young) Award, 2002
- Madison Magazine/Madison's Best
- Hilldale Award (Donna Shalala), 1989-90
- ASCAP composers award/last 7 years
- Down Beat International award from 1964-1977
- International Peace award/Tokyo, Japan, 1987
- Community Service award (WORT), 1990
- NAACP Act-So Judges award, 1999
- National Academy of Television Arts and Sciences: Emmy-díj, 1999
- Franklin-Randall MMSD PTO Award, 1989-1990
- Wisconsin–Madison Egyetem/Madison Mentor Program, 1988
- Certificate of Appreciation NAACP 2000-2001-2002,
- Blue Note Tokyo Musical Excellence award
- Certificate of Appreciation (Plato) U of W/Madison, 1997
- Certification Mt. Zion Baptist Church, 1999
- Jazz and Pop Best Bassist Annual Readers Poll, 1968
- Endowed Chair University Club U of W/Madison
- Kappa Kappa Psi Honorary Band Fraternity Life Membership
- Arts Midwest Jazz masters award, 1993
- Honorary Doctorate of Musical Arts/Vandercook College of Music, 1992
- Honorary Doctor of Humane Letters/Edgewood College, 1998
- State of Wisconsin/City of Madison Madison Committee for the Arts, 1990
- Mayoral Proclamation Award / Mayor Soglin, 1993
- Down Beat Hall of Fame: 1974
- National Endowment for the Arts (NEA): 2014